# كوبا ليبرتادوريس للسيدات 2009
كوبا ليبرتادوريس للسيدات 2009 يعرف رسميًا لأسباب رعاية بنك سانتاندر بإسم (بالإسبانية: Copa Santander Libertadores de Fútbol Femenino 2009) كانت النسخة الأولى من كوبا ليبرتادوريس للسيدات، البطولة الدولية السنوية الأولى للأندية النسائية في اتحاد أمريكا الجنوبية. أقيمت المسابقة في سانتوس، ساو باولو وغواروجا، البرازيل، في الفترة من 3 إلى 18 أكتوبر 2009. في النهائي تغلب نادي سانتوس على نادي يونيفرسيداد أوتونوما بنتيجة تسعة أهداف دون مقابل ليفوز بأول لقب له في كوبا ليبرتادوريس للسيدات.
شاركت في البطولة عشرة فرق، بحيث يمثل فريق واحد من كل دولة من دول اتحاد أمريكا الجنوبية لكرة القدم (كونميبول). قُسِّمت الفرق العشرة إلى مجموعتين، تضم كل منهما خمسة أندية، في المرحلة الأولى. تأهل أفضل فريقين من كل مجموعة إلى نصف النهائي، ثم لعب الفائزون المباراة النهائية، بينما لعب الخاسرون مباراة تحديد المركز الثالث. أجريت قرعة المسابقة في ملعب أوربانو كالديرا في 6 سبتمبر 2009. حدد الفترة لعب المرحلة الأولى من 3-14 أكتوبر، فيما تقام مباريات نصف النهائي في 16 أكتوبر، ويلعب نهائي بطولة كوبا ليبرتادوريس للسيدات يوم 18 أكتوبر 2009 على ملعب أوربانو كالديرا في سانتوس.

## الأماكن
| غواروجا                                  | ساو باولو                   | سانتوس                           | سانتوس                             |
| ---------------------------------------- | --------------------------- | -------------------------------- | ---------------------------------- |
| ملعب بلدية أنطونيو فرنانديز السعة: 8,000 | ملعب باكايمبو السعة: 37,180 | ملعب أولريكو مورسا السعة: 10,000 | ملعب أوربانو كالديرا السعة: 20,120 |
|                                          |                             |                                  |                                    |

## الفرق المؤهلة
| منظمة     | الفريق             | طريقة التأهل                                                      |
| --------- | ------------------ | ----------------------------------------------------------------- |
| الأرجنتين | سان لورينزو        | الفائز في المباراة الفاصلة لأبطال كلاوسورا/إبيرتورا 2008–09       |
| بوليفيا   | إنفورما سانتا كروز | بطل الدوري البوليفي 2009                                          |
| البرازيل  | سانتوس             | الفائز في كأس البرازيل 2008                                       |
| تشيلي     | إيفرتون            | بطل الدوري التشيلي 2008                                           |
| كولومبيا  | فورماس إنتيماس     | تم تعيينه من قبل الاتحاد الكولومبي لكرة القدم (لا يوجد دوري وطني) |
| الإكوادور | ديبورتيفو كيتو     |                                                                   |
| باراجواي  | الجامعة المستقلة   | بطل دوري باراغواي 2008                                            |
| بيرو      | وايت ستار          | بطل البطولة الوطنية لكرة القدم النسائية 2008                      |
| أوروغواي  | رامبلا جونيورز     | الفائز في بطولة أوروغواي للسيدات 2008                             |
| فنزويلا   | كاراكاس            | بطل الدوري الفنزويلي 2009                                         |

## المرحلة الأولى
يتأهل أول فريقين من كل مجموعة إلى نصف النهائي.

### المجموعة الأولى
أُقيمت جميع مباريات المجموعة الأولى على ملعب أوربانو كالديرا (المعروف باسم فيلا بيلميرو) في سانتوس، ساو باولو.
| الفريق             | لعب | ف | ت | خ | أ. ل | أ. ع | ف. أ | نقاط |
| ------------------ | --- | - | - | - | ---- | ---- | ---- | ---- |
| سانتوس             | 4   | 4 | 0 | 0 | 29   | 2    | +27  | 12   |
| إيفرتون            | 4   | 2 | 1 | 1 | 10   | 4    | +6   | 7    |
| وايت ستار          | 4   | 2 | 0 | 2 | 7    | 9    | −2   | 6    |
| كاراكاس            | 4   | 0 | 2 | 2 | 2    | 14   | −12  | 2    |
| إنفورما سانتا كروز | 4   | 0 | 1 | 3 | 4    | 23   | −19  | 1    |

### مباريات المجموعة الأولى
| سانتوس                        | 3–1 | وايت ستار   |
| ----------------------------- | --- | ----------- |
| كريستيان 11'، 34' · مارتا 38' |     | ويلكوكس 90' |

| كاراكاس | 0–0 | إيفرتون |
| ------- | --- | ------- |
|         |     |         |

| وايت ستار           | 1–4 | إيفرتون                  |
| ------------------- | --- | ------------------------ |
| ويلكوكس 74' (ركلة.) |     | أرياس 25'، 56'، 59'، 88' |

| سانتوس | 12–0 | إنفورما سانتا كروز |
| --- | ---- | ------------------ |
| كريستيان 14'، 43'، 45+1'، 64'، 80' · إريكا 23'، 47'، 62' · مورين 34' · مارتا 39' (ركلة.) · داني 70' · ثايس 74' |      |                    |

| وايت ستار    | 1–0 | كاراكاس |
| ------------ | --- | ------- |
| ماكلوسكي 84' |     |         |

| إيفرتون                                    | 5–0 | إنفورما سانتا كروز |
| ------------------------------------------ | --- | ------------------ |
| أرياس 58'، 84'، 90' · لوبيز 82' · دياز 88' |     |                    |

| إنفورما سانتا كروز            | 2–4 | وايت ستار                                    |
| ----------------------------- | --- | -------------------------------------------- |
| زامورانو 20' · أ. فيلاسكو 37' |     | غالفيز 27' · ماكلوسكي 33' · ويلكوكس 35'، 85' |

| سانتوس                                                                                         | 11–0 | كاراكاس |
| ---------------------------------------------------------------------------------------------- | ---- | ------- |
| كريستيان 10'، 18'، 19'، 64'، 82' · إريكا 12' · ماريتا 16'، 87' · مورين 42' · فرانسيلي 52'، 71' |      |         |

| كاراكاس                  | 2–2 | إنفورما سانتا كروز     |
| ------------------------ | --- | ---------------------- |
| غونزاليس 38' · ألتوف 55' |     | باديلا 8' · ريفيرو 14' |

| سانتوس                                         | 3–1 | إيفرتون     |
| ---------------------------------------------- | --- | ----------- |
| كريستيان 11' · سوزانا 15' · ماريتا 48' (ركلة.) |     | موراليس 36' |

### المجموعة الثانية
أقيمت مباريات المجموعة الثانية في ملعب بلدية أنطونيو فرنانديز (غواروجا)، ملعب أولريكو مورسا (سانتوس) و ملعب أوربانو كالديرا (سانتوس).
| الفريق           | لعب | ف | ت | خ | أ. ل | أ. ع | ف. أ | نقاط |
| ---------------- | --- | - | - | - | ---- | ---- | ---- | ---- |
| الجامعة المستقلة | 4   | 4 | 0 | 0 | 15   | 6    | +9   | 12   |
| فورماس إنتيماس   | 4   | 3 | 0 | 1 | 18   | 5    | +13  | 9    |
| ديبورتيفو كيتو   | 4   | 1 | 1 | 2 | 7    | 10   | −3   | 4    |
| سان لورينزو      | 4   | 1 | 1 | 2 | 7    | 13   | −6   | 4    |
| رامبلا جونيورز   | 4   | 0 | 0 | 4 | 5    | 18   | −13  | 0    |

### مباريات المجموعة الثانية
| الجامعة المستقلة           | 3–2 | فورماس إنتيماس          |
| -------------------------- | --- | ----------------------- |
| فيغا 30'، 75' (ركلة.)، 78' |     | أوسبينا 15' · أوسمي 63' |

| سان لورينزو  | 1–1 | ديبورتيفو كيتو |
| ------------ | --- | -------------- |
| كوينونيس 80' |     | ريرا 43'       |

| ديبورتيفو كيتو | 1–5 | فورماس إنتيماس                                                   |
| -------------- | --- | ---------------------------------------------------------------- |
| بالاسيوس 65'   |     | أوسبينا 20' · إمباتشي 28' · بينالوزا 47' · أوسمي 58' · كويست 90' |

| رامبلا جونيورز           | 2–5 | سان لورينزو                                            |
| ------------------------ | --- | ------------------------------------------------------ |
| كاسترو 66' · لابوردا 68' |     | تاتو 41'، 55' · كوينونيس 61' · نونيز 69' · راميريز 87' |

| ديبورتيفو كيتو | 1–4 | الجامعة المستقلة                                            |
| -------------- | --- | ----------------------------------------------------------- |
| فريري 1'       |     | فاسكيز 38' · كوينتانا 70' · أ. رودريغيز 87' · ن. كويفاس 90' |

| فورماس إنتيماس                                         | 5–0 | رامبلا جونيورز |
| ------------------------------------------------------ | --- | -------------- |
| أوسبينا 5' · بينالوزا 9'، 10' · أوسمي 22'، 90' (ركلة.) |     |                |

| رامبلا جونيورز | 0–4 | ديبورتيفو كيتو                                           |
| -------------- | --- | -------------------------------------------------------- |
|                |     | ريرا 4' · فريري 58' · بالاسيوس 79' (ركلة.) · توريس 90+1' |

| الجامعة المستقلة                                             | 4–0 | سان لورينزو |
| ------------------------------------------------------------ | --- | ----------- |
| كابريرا 25' · كوينتانا 66' · أ. رودريغيز 86' · فيلامايور 89' |     |             |

| الجامعة المستقلة                            | 4–3 | رامبلا جونيورز               |
| ------------------------------------------- | --- | ---------------------------- |
| إ. كويفاس 36'، 43'، 90+2' · أ. رودريغيز 51' |     | كاسترو 18' · مورينو 52'، 84' |

| سان لورينزو         | 1–6 | فورماس إنتيماس                                                      |
| ------------------- | --- | ------------------------------------------------------------------- |
| كوينتيرو 74' (ه.ذ.) |     | ديانا أوسبينا 5'، 55' · أوسمي 16'، 77' · إمباتشي 46' · بينالوزا 83' |

## دور خروج المغلوب

### مسار بطولة كوبا ليبرتادوريس للسيدات 2009
|  | نصف النهائي      | نصف النهائي      |   |                | النهائي       | النهائي |  |
|  |                  |                  |   |                |               |         |  |
|  | 16 أكتوبر        |                  |   |                |               |         |  |
|  | سانتوس           | 5                |   |                |               |         |  |
|  | فورماس إنتيماس   | 0                |   |                |               |         |  |
|  |                  |                  |   |                |               |         |  |
|  |                  |                  |   |                | 18 أكتوبر     |         |  |
|  |                  |                  |   |                | سانتوس        | 9       |  |
|  |                  | الجامعة المستقلة | 0 |                |               |         |  |
|  |                  |                  |   |                |               |         |  |
|  |                  |                  |   |                |               |         |  |
|  |                  |                  |   |                | المركز الثالث |         |  |
|  | 16 أكتوبر        | 16 أكتوبر        |   | 18 أكتوبر      | 18 أكتوبر     |         |  |
|  | الجامعة المستقلة | 1                |   | فورماس إنتيماس | 2             |         |  |
|  | إيفرتون          | 0                |   |                | إيفرتون       | 0       |  |

### نصف النهائي
| الجامعة المستقلة | 1–0 | إيفرتون |
| ---------------- | --- | ------- |
| فيلامايور 44'    |     |         |

| سانتوس                                                         | 5–0 | فورماس إنتيماس |
| -------------------------------------------------------------- | --- | -------------- |
| مورين 5' · كريستيان 11'، 88' · ألين بيليجرينو 23' · ماريتا 45' |     |                |

### مباراة المركز الثالث
| فورماس إنتيماس          | 2–0 | إيفرتون |
| ----------------------- | --- | ------- |
| بينالوزا 5' · أوسمي 57' |     |         |

### النهائي
| سانتوس                                                                                                  | 9–0                 | الجامعة المستقلة |
| --- | ------------------- | ---------------- |
| مورين 13' · ماريتا 16' · إريكا 46'، 56' · فرانسيلي 49' · تائيس 53' · سوزانا 70' · داني 77' · كيتلين 83' | Report Video report |                  |

## أفضل الهدافين
| الرتبة | اللاعب           | الفريق           | الأهداف |
| ------ | ---------------- | ---------------- | ------- |
| 1      | كريستيان         | سانتوس           | 15      |
| 2      | فاليسكا أرياس    | إيفرتون          | 7       |
| 2      | مارتا            | سانتوس           | 7       |
| 2      | كاتالينا أوسمي   | فورماس إنتيماس   | 7       |
| 5      | إريكا            | سانتوس           | 6       |
| 6      | ديانا أوسبينا    | فورماس إنتيماس   | 5       |
| 6      | جينيفر بينيالوزا | فورماس إنتيماس   | 5       |
| 8      | مورين            | سانتوس           | 4       |
| 8      | نيكول ويلكوكس    | وايت ستار        | 4       |
| 10     | إيرما كويفاس     | الجامعة المستقلة | 3       |
| 10     | فرانسيلي         | سانتوس           | 3       |
| 10     | أنابيل رودريغيز  | الجامعة المستقلة | 3       |
| 10     | كارينا فيغا      | الجامعة المستقلة | 3       |